# Čaška čaja
Čaška čaja (Чашка чая) è un film del 1927 diretto da Nikolaj Špikovskij.